# Wibroe, Duckert & Partners
Wibroe, Duckert & Partners, også kendt som WDP eller blot Partners, er et danskejet marketing og reklamebureau. Bureauet blev etableret den 1. oktober 1973 af kreativ direktør Peter Wibroe og administrerende direktør Jan Duckert. 
I 1994 overtog Henrik Juul posten som kreativ direktør, og i 2014 blev Heidi Wase Skovhus administrerende direktør. Ejerkredsen består i dag af Henrik Juul og Heidi Wase Skovhus.

## Eksempler på kampagner
Tuborg Julebryg “Glædelig jul og godt Tub’år”, Tuborg Squash “Finn & Jacob”, Bilka/Føtex "Søren Gericke – Mesterhakket", Scandlines “Kaj og Bøje”, KiMs “Historien om Jørgen”, Tuborg Squash “Squash Buddies”, Sonofon “Polle fra Snave”, Cybercity “Høje hoveder”, Toms “Familien Tomsen”, Toyota “Værkstedet – 112% i orden”, Tuborg "Om'er", Nykredit “Tænk nyt”, SAS “Så godt som hjemme”, Mols-Linien “Orker du heller ikke Fyn”, SuperBest "Købmanden", Viasat “Havenisserne” og TDC “Naturisterne”.
I følge DRRBs Bureauoversigt 2010 består kunderne af følgende: Arla Foods, Beauvais, Findus, KiMs, Kvik, Mols-linjen, Nybolig, Nykredit, Radio 100FM, SAS, Synoptik, TDC, Toyota og Tuborg.

## Tildelte priser
Bureauet er placeret som nummer 1 på Børsens Nyhedsmagasins liste over Danmarks mest kreative reklamebureauer 1989, 1990, 1991, 1992, 1993, 1994, 1995, 1996, 1997, 1998, 1999, 2000, 2001 og 2002.[kilde mangler]
Placeret som nummer 1 i Berlingske Tidendes Nyhedsmagasins Imageanalyse / Danmarks bedste reklamebureauer 2003, 2004, 2005 og 2006. 
Placeret som nummer 1 i MyResearch MyImage / BrandPower analysen 2009 og 2010.

## Kritik
Med udgivelsen af bogen "En arbejdsnarkomans bekendelser" i 2010 udtalte bureauets tidligere strategiske direktør (1993-2005), Hanne Feldthus, at Wibroe, Duckert & Partners var en sekt". Hendes forhold til bureauet, der endte med at hun gik ned med stress, blev yderligere uddybet i et interview på Kommunikationsforum.